# Tephrochlamys flavitarsis
Tephrochlamys flavitarsis är en tvåvingeart som beskrevs av Darlington 1908. Tephrochlamys flavitarsis ingår i släktet Tephrochlamys och familjen myllflugor. Inga underarter finns listade i Catalogue of Life.